# Demir Kapija (ravin)
Demir Kapija (makedonska: Демир Капија, av turkiska för järngrind) är en ravin i Nordmakedonien. Den ligger i kommunen Demir Kapija, i den centrala delen av landet.
Ravinen bildas av floden Vardar som flyter genom ett karstlandskap. Den var under historien en hinder för olika krigståg. På klipporna utförs klättring. Vid ravinen finns flera vinodlingar och ett museum. Ravinen börjar ungefär 2 km söder om orten med samma namn. Under första världskriget byggde tyska enheter en tunnel intill ravinen. Bredvid floden skapades en järnvägslinje från Skopje till Thessaloniki.